# La forca può attendere
La forca può attendere (Sinful Davey) è un film del 1969 diretto da John Huston, tratto dall'autobiografia del bandito scozzese del XIX secolo David Haggart.

## Critica
Per il Dizionario Mereghetti si tratta di «un'opaca variazione sul tema di Tom Jones, percorsa da un'allegria ostentata ma poco convincente».